# 게라마 제도

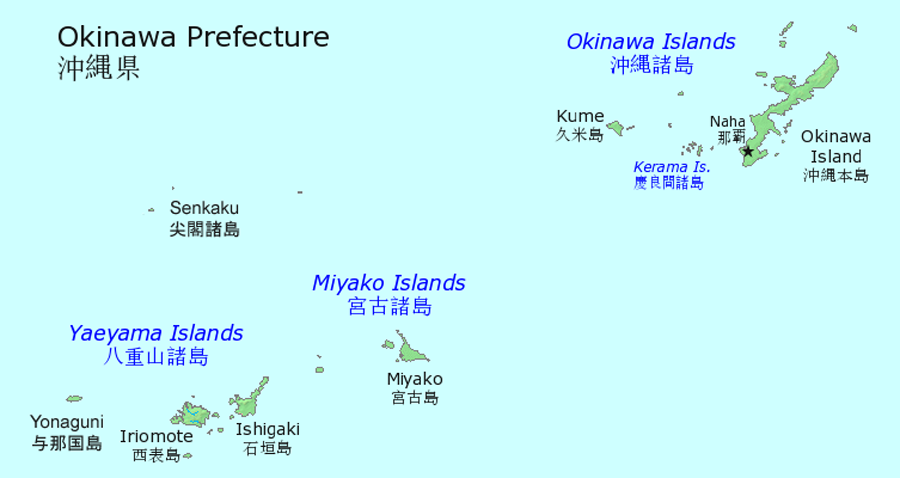
게라마 제도의 위치

게라마 제도(일본어: 慶良間諸島)는 오키나와현 나하시(오키나와섬 남부)의 서쪽 약 40km의 동중국해상에 흩어져있는 20개 남짓의 섬들로 이루어진 군도이다.
행정상으로 도카시키섬을 중심으로 하는 도카시키촌과 자마미섬을 중심으로 하는 자마미촌의 2개의 촌으로 나뉘어 있다.
도카시키 섬 서부의 해역 120ha와 자마미섬과 아카지마섬 사이의 무인도를 포함한 해역 233ha가 게라마 제도 해역이라는 명칭으로 2005년 11월, 람사르 협약 등록지가 되었다.
세계에서도 유수한 투명도를 자랑하는 바다는 다이빙이나 고래관찰 장소로서 인기가 높다. 또 게라마지카는 게라마 제도의 고유한 사슴으로 여기에서 밖에 생식하지 않는다.